# تآصل الفسفور
يقصد بتعبير تآصل الفسفور وجود عنصر الفسفور في الطبيعة على شكل متآصل، أي وجوده على عدة أشكال نظراً لاختلاف البنية.
أشهر متآصلات الفسفور الصلبة هي الفسفور الأبيض والأحمر والأسود والبنفسجي. يمكن أن يوجد الفسفور في الحالة الغازية على شكل ثنائي الفوسفور.

## الفوسفور الأبيض

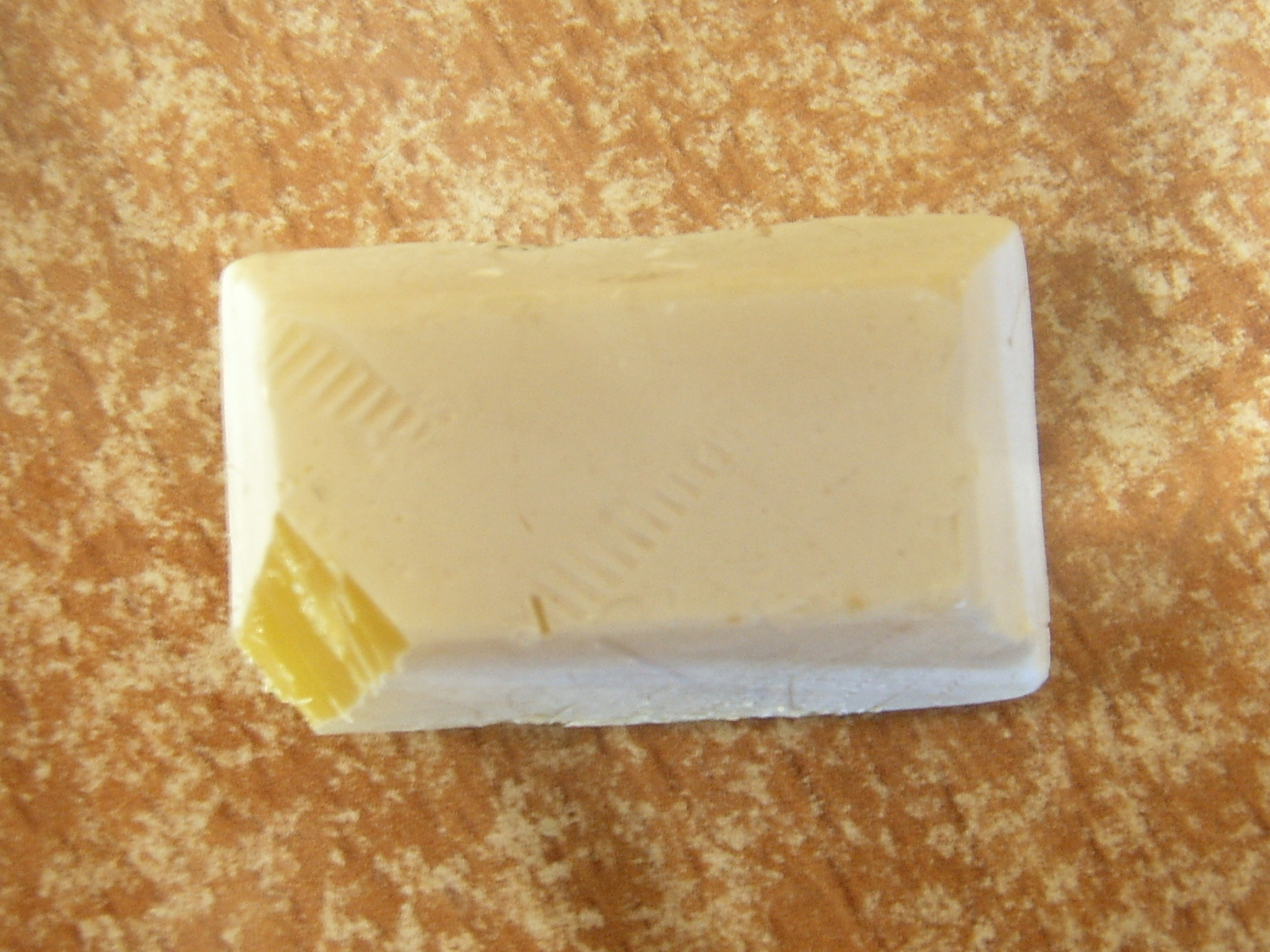
عينة من الفوسفور الأبيض

الفوسفور الأبيض هو الاسم الذي يطلق على الشكل عندما يكون فيه الفوسفور مرتبطاً بشكل رباعي P4، حيث تحتل ذرات الفوسفور رؤوس رباعي سطوح. يعاني رباعي الفوسفور على هذا الشكل من إجهاد الحلقة لذلك يكون غير مستقراً. وهذا يفسر النشاط الكيميائي للفوسفور على هذا الشكل. توجد البنية البلورية للفوسفور الأبيض على هيئتين؛ الأولى هي الهيئة ألفا (α)، وهي الحالة القياسية للعنصر، إلا أنها شبه مستقرة تحت الشروط القياسية؛ وهي تتبع النظام البلوري المكعب مركزي الجسم، وتتحول بشكل عكوس إلى الهيئة بيتّا (β) عند الدرجة 195.2 كلفن، وهي تتبع النظام البلوري السداسي.

جزيء رباعي الفوسفور

يستحصل على الفوسفور الأبيض صناعياً من صخر الفوسفات بالتسخين في فرن بوجود الكربون أو السيليكا.
{\displaystyle {\ce {2 Ca3(PO4)2 + 6 SiO2 + 10 C -> 6 CaSiO3 + 10 CO + P4}}}
يحترق الفسفور الأبيض تلقائياً عند التماس مع أكسجين الهواء، حيث يتشكل أكسيد الفسفور الخماسي:
{\displaystyle {\ce {P4 + 5 O2 -> P4O10}}}

## الفسفور الأحمر

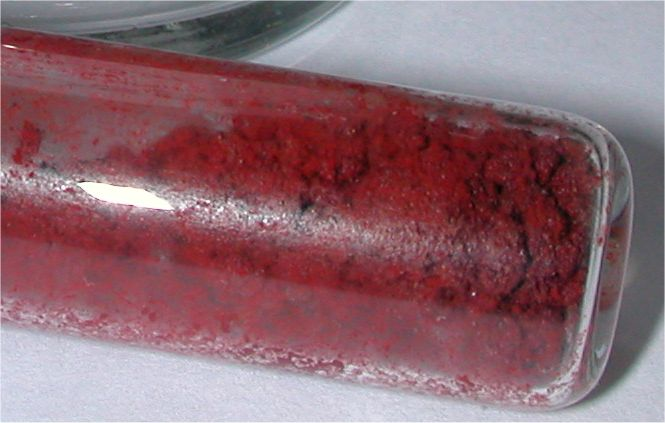
الفسفور الأحمر

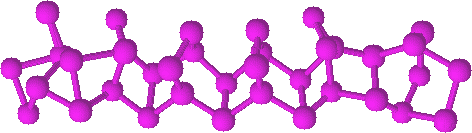
بنية الفسفور الأحمر

يمكن الحصول على الفسفور الأحمر من تسخين الفسفور الأبيض بمعزل عن أكسجين الهواء إلى درجات حرارة تصل إلى 300 °س؛ أو بتعريض الفسفور الأبيض إلى أشعة الشمس. تتكون البنية الداخلية من الفسفور الأبيض من شبكة لابلورية؛ وهو أكثر استقراراً من الفسفور الأبيض، لكنه أقل استقراراً من الفسفور الأسود، أكثر أشكال الفسفور استقراراً. تبلغ قيمة الحرارة القياسية للتكوين -17.6 كيلوجول/مول.
يمكن أن يستخدم الفسفور الأحمر حفازاً ضوئياً عنصرياً لتشكل الهيدروجين من الماء؛ خاصة أن معدلات تشكل الهيدروجين وفق تلك العملية تكون ثابتة.

## الفسفور البنفسجي

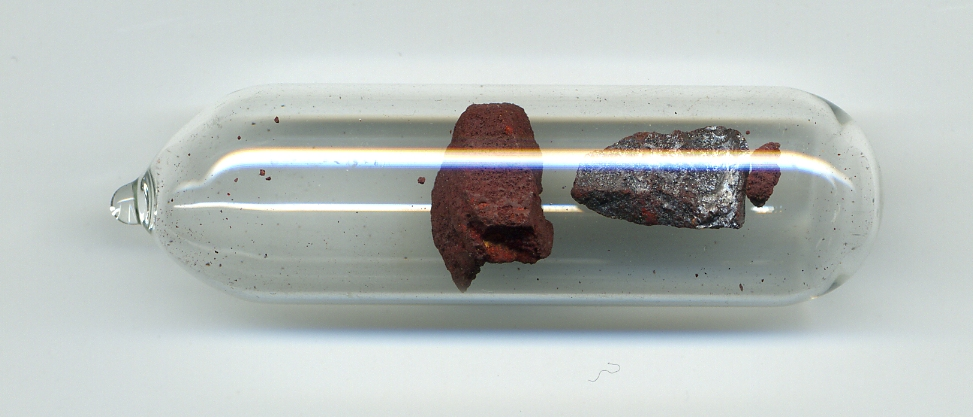
عينة من الفسفور البنفسجي على الجانب الأيمن من عينة من الفسفور الأحمر.

يعرف الفسفور البنفسجي أيضاً باسم فسفور هيتورف الفلزي، وذلك نسبة إلى العالم يوهان فيلهلم هيتورف، الذي استحصله أول مرة سنة 1865، وذلك من تسخين الفسفور الأحمر في أنبوب محكم الإغلاق إلى درجات حرارة وصلت إلى 530 °س؛ في حين بقي القسم الأعلى من الأنبوب عند حوالي 450°س، مما أدى إلى الحصول على بلورات من الفسفور البنفسجي. يمكن الحصول على الفسفور البنفسجي بطريقة أخرى، وذلك بإذابة الفسفور الأبيض في مصهور الرصاص في أنبوب مغلق عند درجات حرارة تصل إلى 500°س، ثم بالتبريد البطيء. يمكن استخلاص الفسفور البنفسجي بإذابة الرصاص في حمض النتريك الممدد، ثم بالتسخين في حمض الهيدروكلوريك المركز.
يعد الفسفور البنفسجي مستقراً، وهو لا يتفاعل مع الأكسجين عند درجات حرارة أقل من 300°س، كما لا ينحل في المذيبات.

## الفسفور الأسود

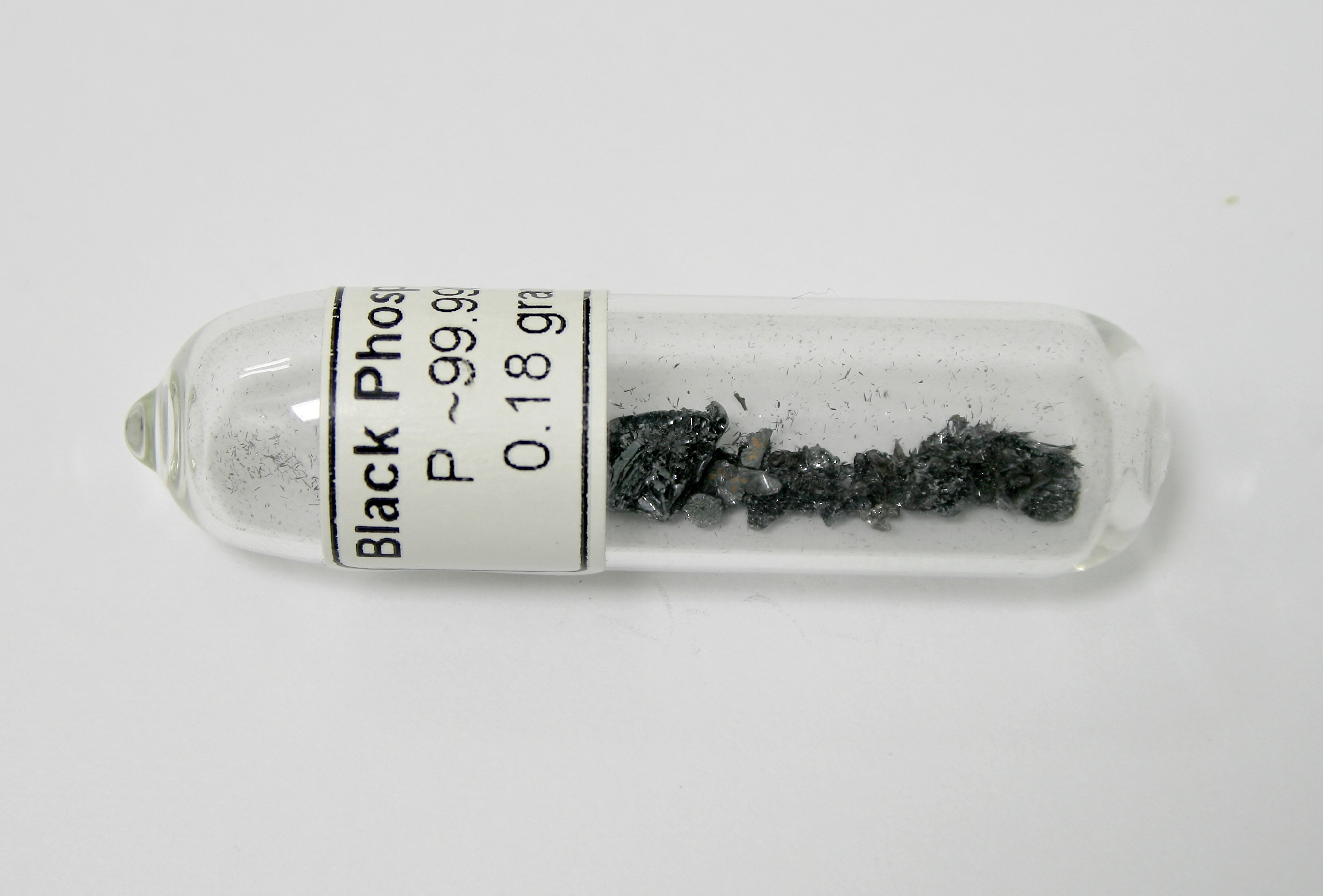
عينة من الفسفور الأسود

بنية الفسفور الأسود.

يعد الفسفور الأسود أكثر أشكال الفسفور المعروفة استقراراً؛ حيث تبلغ قيمة الحرارة القياسية للتكوين -39.3 كيلوجول/مول. حضر بيرسي ويليامز بريجمان هذا الشكل من الفسفور سنة 1914 بتسخين الفسفور الأبيض تحت ضغوط مرتفعة. للفسفور أسود بنية ثنائية المستوى، وهو بذلك يشبه الغرافيت من حيث البنية ومن حيث الشكل، فهو أيضاً يوجد على شكل قشور سوداء. بسبب البنية ثنائية المستوى على شكل حلقات سداسية متراصة مثل قرص النحل، فإن الفسفور الأسود خامل نسبياً بالمقارنة مع الأشكال الأخرى من الفسفور، إذ أن كل ذرة فسفور تكون مرتبطة بثلاث ذرات أخرى. يعد هذا الشكل من الفسفور موصلاً للكهرباء، وله خواص مميزة تؤهله للدخول في عدد من التطبيقات الإلكترونية.
بسبب التشابه بين الفسفور الأسود والغرافيت فقد جرى التفكير بتطوير طريقة تحضير رقائق من الفسفور الأسود ثنائية المستوى بشكل يشبه الغرافين؛ والتي أطلق عليها اسم فوسفورين (Phosphorene)؛ والتي وجد أن لها خواص كهربائية وحرارية وبصرية مميزة.
وجد أن رقائق الفسفورين تتسامى تحت الفراغ عند درجات حرارة تقارب 400°س. كما وجد أن تتأكسد بسهولة بوجود الأكسجين أو الهواء الرطب؛ الأمر الذي قد يحد من تطبيقاتها العملية.

## ثنائي الفسفور

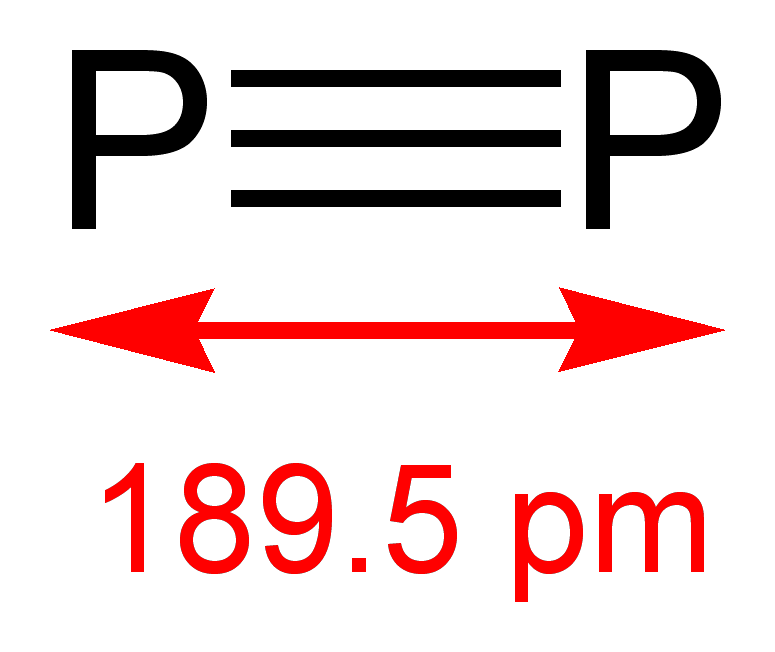
جزيء ثنائي الفسفور

يستحصل على ثنائي الفوسفور (P2) بالأحوال العادية تحت شروط قاسية؛ أو يمكن الحصول عليه تحت شروط معتدلة بوجود حفاز من معقدات لبعض الفلزات الانتقالية مثل التنغستن أو النيوبيوم.